# Prothona reticulata
Prothona reticulata är en insektsart som beskrevs av Caldwell 1945. Prothona reticulata ingår i släktet Prothona och familjen sköldstritar. Inga underarter finns listade i Catalogue of Life.